# Paraplonobia glebulenta
Paraplonobia glebulenta är en spindeldjursart som beskrevs av Meyer 1974. Paraplonobia glebulenta ingår i släktet Paraplonobia och familjen Tetranychidae. Inga underarter finns listade i Catalogue of Life.